# Leena Meri
Leena Meri, née le 12 avril 1968 à Helsinki, est une femme politique et députée, membre du Parti des Finlandais.

## Biographie
Aux élections législatives finlandaises de 2015 et de 2019, Leena Meri est élue députée de la circonscription d'Uusimaa.
Elle est élue vice-présidente du parti en août 2021.
À la suite des élections législatives finlandaises de 2023, elle devient ministre de la Justice dans le gouvernement Orpo formé le 20 juin 2023.